# Innozenz Giesel

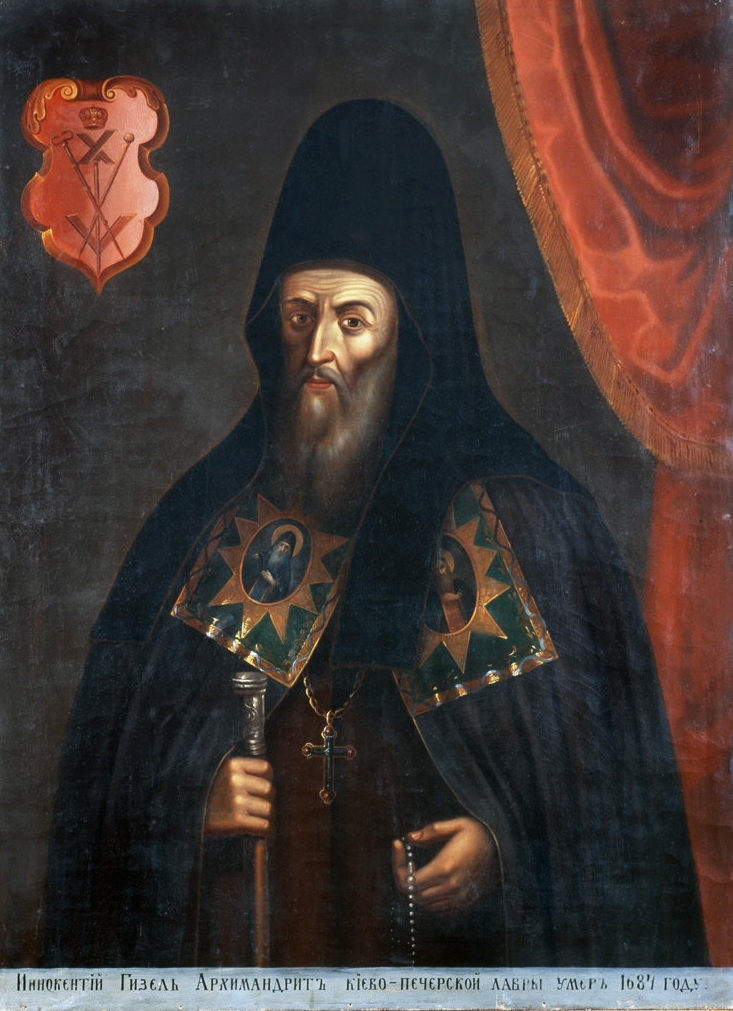
Innozenz Giesel: Kopie eines Porträts aus dem 17. Jahrhundert

Innozenz Giesel (altostslawisch Иннокентій Гизель Innokentij Giesel; * um 1600 in Königsberg, Preußen; † 18. Novemberjul. / 28. November 1683greg. in Kiew, Hetmanat) war ein orthodoxer Theologe, Historiker, Archimandrit des Kiewer Höhlenklosters sowie Professor und Rektor der Kiewer Mohyla-Akademie. Giesel verfasste eine Reihe philosophischer und theologischer Texte auf Latein und Russisch. Sein bekanntestes theologisches Werk Friede des Menschen mit Gott (1669) ist der Beichte im orthodoxen Christentum gewidmet und Zar Alexei Michailowitsch gewidmet.

## Leben
Innozenz Giesel stammte aus einer deutschen protestantischen Familie in Ostpreußen.
In Kiew trat er zum orthodoxen Glauben über und wurde Mönch. Ende der 1630er Jahre studierte er an der Kiewer Akademie von Petro Mohyla. 1640 bis 1642 leitete er die Schule des Klosters von Hoszcza.
Die Akademie schickte Innozenz Giesel zur Weiterbildung in andere Städte, es ist allerdings unklar, wohin er ging (Königsberg, Lemberg, Rostock?) und ob er dort neben Theologie und Philosophie auch Jura oder Geschichte studierte.
Von 1645 an lehrte er Philosophie an der Mohyla-Akademie. Seit 1645 leitete er möglicherweise auch ein Kloster in Dziatłowiczy, seit 1646 dann ein Kloster in Kiew. Im selben Jahr wurde er Rektor der Akademie. Er nahm an der Wahl von Sylvester Kossów zum neuen Metropoliten von Kiew teil. 1646 führte er ein theologisches Streitgespräch mit dem katholischen Jesuiten Czychowski über das filioque und andere Fragen. 1649 publizierte er diese unter dem Titel Colloquium Kioviense.
1650 wurde er Igumen des Kyrillklosters in Kiew, 1652 des Nikolaiklosters. 1656 wurde er Archimandrit (Gesamtvorsteher) des Kiewer Höhlenklosters. Von Metropolit Sylvester wurde er nach Moskau zu Zar Alexei I. geschickt, um kirchenrechtlich strittige Fragen zwischen der Metropolie Kiew und dem Patriarchat von Moskau zu klären. Er wurde dabei von Alexei für sein Eintreten für die russische Orthodoxie gewürdigt.
1657 wurde er nach dem Tod Sylvesters als Kandidat für den Metropoliten vorgeschlagen, jedoch nicht gewählt und blieb bis zu seinem Tod Archimandrit des Höhlenklosters.

## Schriften
Innozenz verfasste ein philosophisches (Opus totius philosophiae), ein theologisches (Disput über Gott…) und ein polemisches Werk gegen die unierte und die katholische Kirche. Andere Texte, die ihm zugeschrieben werden, sind höchstwahrscheinlich nicht von ihm (Friede des Menschen mit Gott, Paterik des Kiewer Höhlenklosters, ein katholischer Katechismus, eine Summa über Thomas von Aquin und die einflussreiche Synopsis des Kiewer Reiches zur Geschichte Kleinrusslands, mit einer Beschreibung der alten Einheit der „russischen Völker“). Innozenz schrieb seine Texte ausschließlich in Latein oder Polnisch und war nach Meinung der aktuellen Forschung nicht in der Lage, umfangreiche Texte in fließendem, fehlerfreiem Russisch oder Kirchenslawisch zu verfassen.